# ژانگ یان (بازیکن فوتبال)
ژانگ یان (انگلیسی: Zhang Yan؛ زادهٔ ۶ اوت ۱۹۷۲) بازیکن فوتبال زن اهل چین بود.
وی همچنین در تیم ملی فوتبال زنان چین بازی کرده‌است.